# Социалистическое движение трудящихся (Аргентина)
Социалистическое движение трудящихся (исп.: Movimiento Socialista de los Trabajadores, MST) — левая социалистическая политическая партия троцкистского толка в Аргентине. СДТ было основано в 1992 году в качестве откола от другой троцкистской партии — Движения к социализму (основанного Науэлем Морено).

## История
Происходит из основанного в 1943 году троцкистского течения Науэля Морено, которое прошло стадии Рабочей марксистской группы, Рабочей революционной партии, Революционной партии трудящихся, Социалистической партии трудящихся и Движения к социализму, пока последнее не распалось на множество партий и организаций, начиная с Партии трудящихся за социализм. Социалистическое движение трудящихся обособилось в 1992 году.
На протяжении 1990-х годов новая партия играла заметную роль в правозащитном движении, сотрудничая с такими группами, как H.I.J.O.S. («Дочери и сыновья за идентификацию и справедливость против забвения и безмолвия»), в борьбе за раскрытие правды о преступлениях военной диктатуры в Аргентине.
В 1997 году для сплочения левого спектра аргентинской политики был создан электоральный альянс «Объединённая левая» (Izquierda Unida), в который также вошла Коммунистическая партия Аргентины. Союз выставил единый список на парламентских выборов того года. Альянс шёл на выборы с требованиями прекратить выплату внешнего долга, отменить неолиберальные реформы и повальную приватизацию, повысить заработную плату и расширить систему пособий по безработице.

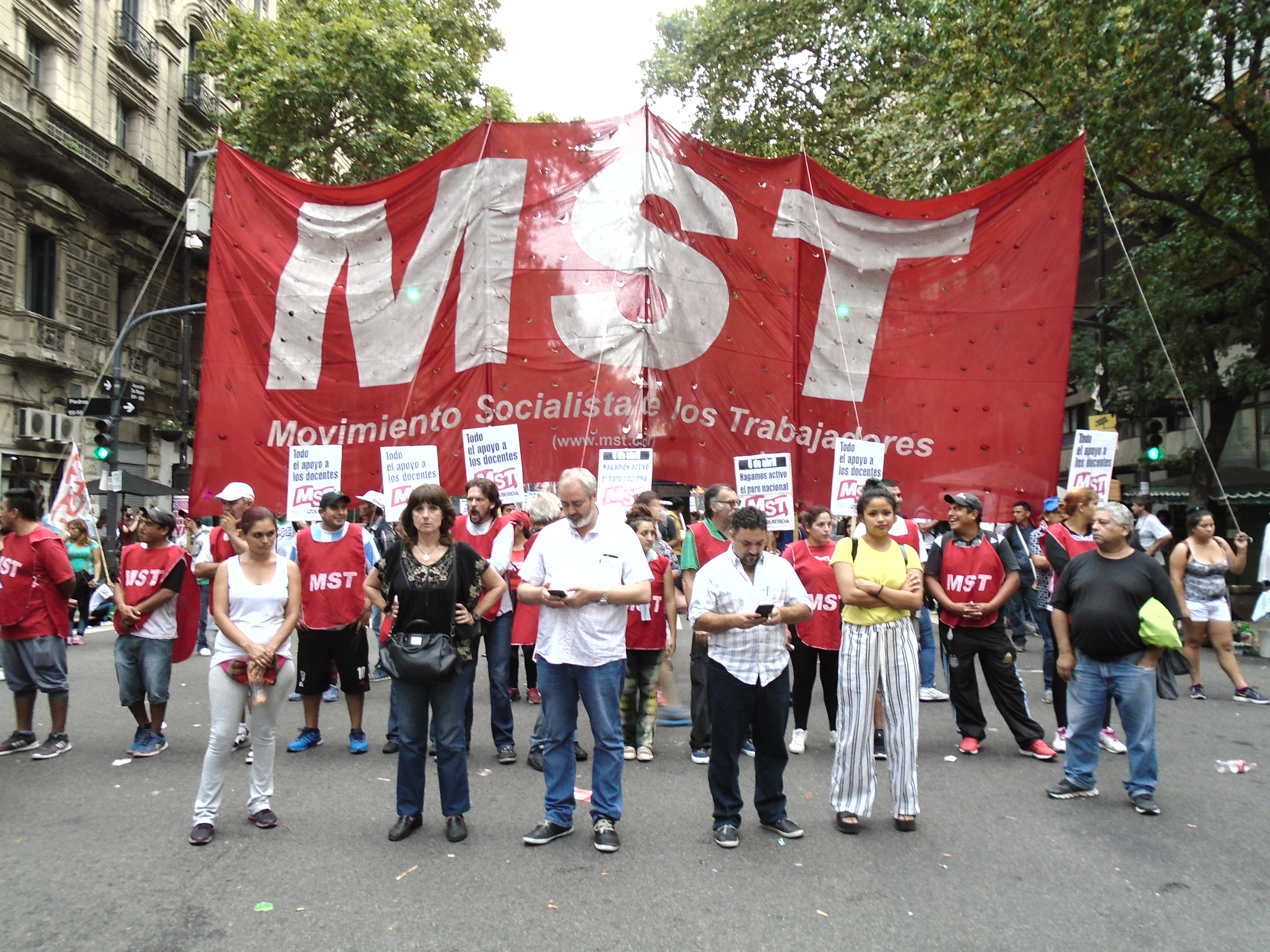
Активисты СДТ на митинге

### Левые коалиции
На президентских выборах 1999 и 2003 годов его кандидатом была активистка СДТ Патрисия Уолш, дочь исчезнувшего при диктатуре журналиста и писателя Родольфо Уолша. На тех выборах она заняла соответственно четвёртое и седьмое места с 0,7 % и 1,7 % действительных голосов.
Ранее Уолш была избрана в Палату депутатов Аргентины от автономного города Буэнос-Айрес, получив более 94 тысяч голосов, что составляет 7,07 % от действительных голосов на парламентских выборах в законодательные органы 2001 года. На протяжении всего своего мандата она оставалась единственной представительницей «Объединённой левой» в нижней палате Национального конгресса. Одновременно ещё одна активистка СДТ, профсоюзная деятельница и акушерка Вильма Риполь, заседала в Законодательном собрании Буэнос-Айреса на протяжении двух сроков между 2000 и 2004 годами.
На выборах 2005 года СДТ выступило единым фронтом (названным MST-UNITE) с некоторыми группами, связанными с левым перонизмом, теологией освобождения и Движением за свободных людей (братьев Рубена и Томаса Девото), порвавших с группой «Самоопределение и свобода» Луиса Саморы. Указанный фронт выставлял Марио Кафьеро, Вильму Риполь, Патрисию Уолш и Агустина Ванеллу в качестве своих кандидатов в сенат, палату депутатов и заксобрание провинции Буэнос-Айрес соответственно. После этих выборов фронт распался, и СДТ было переименовано в СДТ—Новые левые (MST-Nueva Izquierda).

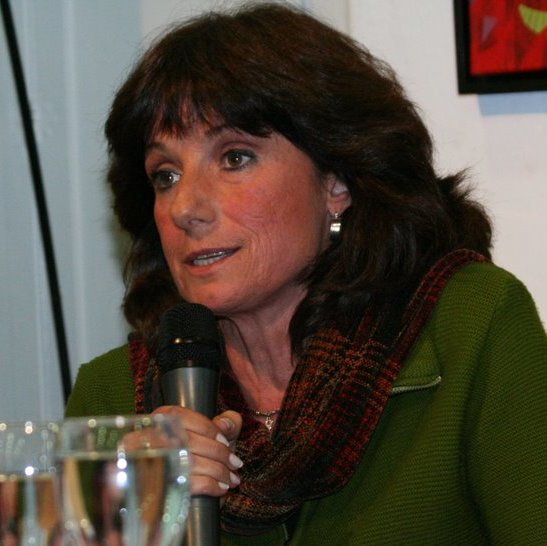
Вильма Риполь в 2009 году

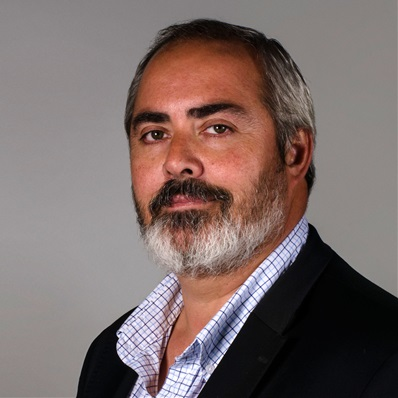
Алехандро Бодарт в 2019 году

В 2006 году партия пострадала от кризиса, приведшего к расколу. Меньшинство основало новую организацию, названную «Социалистическая левая» (Izquierda Socialista). На выборах в Буэнос-Айресе в 2007 году Патрисии Уолш удалось пройти от СДТ в законодательный орган провинции.
В декабре 2010 года СДТ решило присоединиться к Движению «Проект Юг» (Movimiento Proyecto Sur) во главе с известным режиссёром Пино Соланасом, выдвинутым кандидатом в президенты (в середине 2011 года он снял свою кандидатуру, чтобы баллотироваться на пост главы правительства федеральной столицы). На выборах в городе Буэнос-Айрес 2011 года MST смогла в составе списка Движения «Проект Юг» войти в законодательный орган Буэнос-Айреса — в лице Алехандро Бодарта, занимавшего третье место в списке.

### Текущее состояние
В 2013 году СДТ покидает Движение «Проект Юг». Перед выборами 2013 и 2015 годов партия призывала к созданию широкого левого фронта, и пыталась войти в Левый фронт трудящихся (составленный из Социалистической партии трудящихся, Рабочей партии и её собственного откола — «Социалистической левой»), однако тот отказал ей в членстве. СДТ заключило соглашение с Новым движением за социализм (Nuevo MAS), создав новую левую коалицию, переименованную в «Левый фронт за социализм» (Izquierda al Frente por el Socialismo).
Накануне всеобщих выборов 2019 года в Аргентине 11 июня Социалистическое движение трудящихся присоединилось к Левому фронту трудящихся, ставшему таким образом называться ЛФТ-Единство и выставившему кандидатом в президенты Николаса дель Каньо. Несмотря на расширение фронта, на выборах в парламент он набрал порядка 3 % — меньше, чем на предыдущих выборах, — а его кандидат занял четвёртое место.
Социалистическое движение трудящихся активно в ряде профсоюзов и вузов страны, включая Университет Буэнос-Айреса.